# Italiani di Slovenia
Gli italiani di Slovenia sono una minoranza nazionale di lingua italiana riconosciuta in Slovenia, rappresentata dall'Unione italiana. La comunità autogestita della nazionalità italiana  è formata prevalentemente da autoctoni italiani, specie nell'Istria slovena, ma anche da alcuni espatriati, specialmente nelle principali città (Lubiana, Maribor).

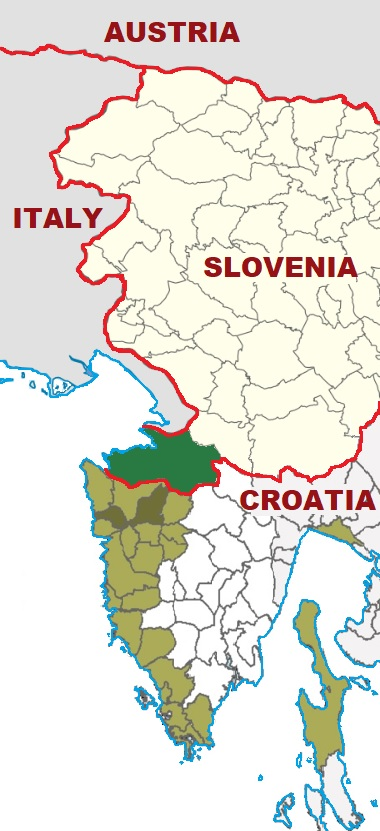
Aree di insediamento delle comunità nazionali italiane in Slovenia ed in Croazia:
Area di insediamento della comunità italiana in Slovenia;
Comuni in Croazia dove la comunità italiana supera il 30% dei residenti (censimento 2011);
Comuni in Croazia dove la comunità italiana rappresenta tra il 5% e il 30% dei residenti.

     Area di insediamento della comunità italiana in Slovenia;
     Comuni in Croazia dove la comunità italiana supera il 30% dei residenti (censimento 2011);
     Comuni in Croazia dove la comunità italiana rappresenta tra il 5% e il 30% dei residenti.

## Storia
Gli Italiani in Slovenia rappresentano una minoranza residuale delle popolazioni italiane autoctone che abitarono per secoli ed in gran numero le coste e le principali città dell'Istria, un tempo territori della Repubblica di Venezia.
In Slovenia le comunità italiane sono presenti in due aree: la prima è costituita dalle zone già parte della Venezia Giulia ma lontane dal mare, dove attualmente si contano pochissimi italiani. D'altro canto, nel censimento del 1921, in quest'area si contavano appena 308 Italiani su una popolazione totale di 10894 persone nel comune di Idria, 96 su 3191 a Montenero d'Idria, 177 su 7560 a Circhina e 143 su 4097 a Gracova Serravalle, mentre a Postumia e Tolmino meno del 2% era italofono). Le comunità ladine che popolavano l'area di Postumia, Idria e dell'alto Isonzo sono scomparse dal Rinascimento, assimilate dalle popolazioni slave. Il regime fascista incentivò l'immigrazione di italiani, ma questi sono drasticamente calati dopo la seconda guerra mondiale.
La seconda area si trova invece lungo la costa slovena dell'Istria, dove sono più numerosi gli italiani autoctoni, che godono di leggi a tutela della lingua italiana e della loro identità nazionale.
     Aree prevalentemente abitate da parlanti la lingua italiana, friulana o veneta;
     Area prevalentemente abitata da parlanti la lingua slovena;
     Aree abitate prevalentemente da parlanti la lingua croata;

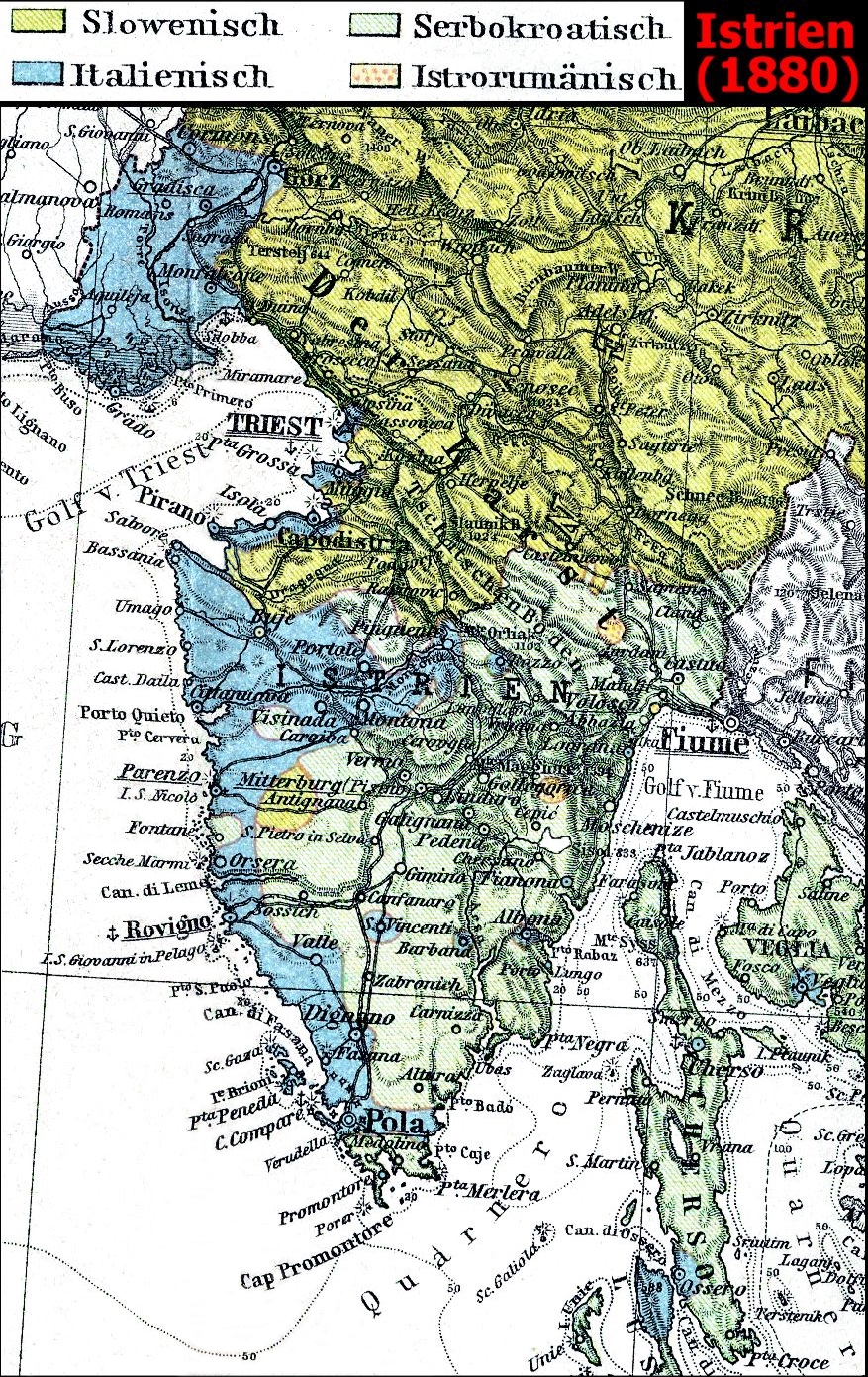
Lingue madri maggioritarie in Istria nel 1880:
Aree prevalentemente abitate da parlanti la lingua italiana, friulana o veneta;
Area prevalentemente abitata da parlanti la lingua slovena;
Aree abitate prevalentemente da parlanti la lingua croata;

Tra il 1848 e il 1918 l'Impero Austroungarico - in particolar modo dopo la perdita del Veneto a seguito della Terza guerra d'Indipendenza (1866) - favorì l'affermarsi dell'etnia slava per contrastare l'irredentismo (vero o presunto) della popolazione italiana. Nel corso della riunione del consiglio dei ministri del 12 novembre 1866 l'imperatore Francesco Giuseppe delineò compiutamente in tal senso un piano di ampio respiro:
(Francesco Giuseppe I d'Austria, consiglio della Corona del 12 novembre 1866.)
Questa seconda area ha risentito per molti secoli dell'influenza della Repubblica di Venezia, tanto che in tutte le località principali costiere - e segnatamente Capodistria, Pirano e Isola - in tutti i censimenti del periodo austriaco si registrò sempre una maggioranza assoluta di italofoni. Il loro numero è calato drasticamente dopo la drastica riduzione dovuta all'esodo giuliano dalmata causato dall'occupazione del territorio da parte dell'esercito jugoslavo e dalle persecuzioni perpetuate da questo nei confronti della popolazione italiana, che sono conosciute come massacri delle foibe.

### Capodistria e l'Italia
Nell'Ottocento, durante gli anni della riscoperta del sentimento nazionale italiano, Capodistria fu il punto di riferimento del movimento unitario dell'Istria. Qui infatti era concentrato il principale nucleo del Comitato istriano, dove si riunivano i patrioti italiani più ardenti e che, dopo il 1857, operava come sede della Società Nazionale.
Capodistria diede all'Italia patrioti come Carlo Combi e Antonio Madonizza, annoverabili tra le figure più importanti del Risorgimento in Istria. Uno dei precursori del movimento risorgimentale italiano fu il capodistriano Gian Rinaldo Carli, che già nel 1765 pubblicava articoli prospettanti una futura indipendenza dell'Italia.
A seguito del mancato arrivo delle truppe italiane nel 1866 si sviluppò un forte sentimento irredentista rappresentato, fra gli altri, da Tino Gavardo, Pio Riego Gambini, ma soprattutto Nazario Sauro che, dopo esser fuggito nel 1915 a Venezia per arruolarsi nella Regia Marina, fu catturato dagli austriaci durante un'incursione italiana e giustiziato a Pola il 10 agosto 1916.
Ad un patriota capodistriano, il generale Vittorio Italico Zupelli, già distintosi nella Guerra italo-turca (1911-1912), fu affidato il ministero della guerra italiano durante il primo conflitto mondiale (1915-1918)
Nel novembre 1918 finita la guerra, nella quale i volontari italiani di Capodistria furono in numero inferiore soltanto a quelli di Trieste e Pola, le truppe italiane furono accolte festosamente dalla popolazione.
     Area annessa all'Italia nel 1920, assegnata all'Italia nel 1920 con il trattato di Rapallo (con ritocchi del suo confine nel 1924 dopo il trattato di Roma) e che fu poi ceduta alla Jugoslavia nel 1947 con i trattati di Parigi.
     Area annessa all'Italia nel 1920, passata al Territorio Libero di Trieste nel 1947 con i trattati di Parigi e assegnata definitivamente alla Jugoslavia nel 1975 con il trattato di Osimo;
     Aree annesse all'Italia nel 1920 e rimaste italiane anche dopo il 1947;
     Area annessa all'Italia nel 1920, passate al Territorio Libero di Trieste nel 1947 con i trattati di Parigi e assegnata definitivamente all'Italia nel 1975 con il trattato di Osimo;

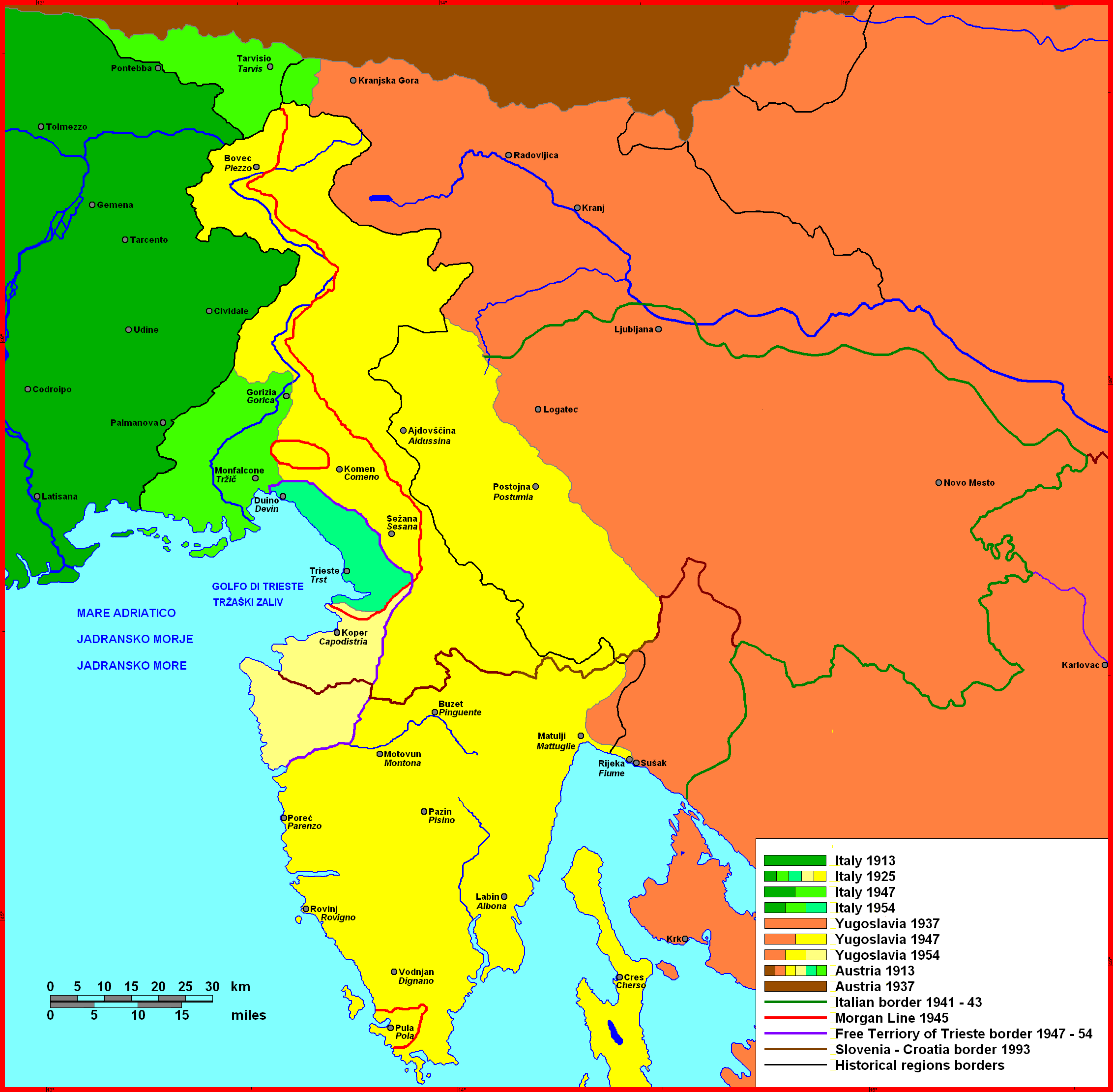
Modifiche al confine orientale italiano dal 1920 al 1975:
Area annessa all'Italia nel 1920, assegnata all'Italia nel 1920 con il trattato di Rapallo (con ritocchi del suo confine nel 1924 dopo il trattato di Roma) e che fu poi ceduta alla Jugoslavia nel 1947 con i trattati di Parigi.
Area annessa all'Italia nel 1920, passata al Territorio Libero di Trieste nel 1947 con i trattati di Parigi e assegnata definitivamente alla Jugoslavia nel 1975 con il trattato di Osimo;
Aree annesse all'Italia nel 1920 e rimaste italiane anche dopo il 1947;
Area annessa all'Italia nel 1920, passate al Territorio Libero di Trieste nel 1947 con i trattati di Parigi e assegnata definitivamente all'Italia nel 1975 con il trattato di Osimo;
Nella determinazione del confine avvenuta nel 1920, dopo la prima guerra mondiale, vennero prese in considerazione soprattutto le pretese territoriali vantate dal Regno d’Italia, al quale vennero assegnati territori abitati da circa 490000 abitanti di lingua slovena e croata, contro i 15000 italiani residenti nei territori assegnati alla Jugoslavia.
Nella determinazione del confine avvenuta dopo la seconda guerra mondiale vennero prese in considerazione anche le aspirazioni degli abitanti delle aree contese; ciò nonostante, alla fine della disputa, le aree assegnate all’Italia risultavano abitate da circa 120000 Sloveni, mentre le aree assegnate alla Jugoslavia risultavano abitate da circa 270000 Italiani (di cui circa 30000 residenti nei comuni di Capodistria, Isola e Pirano).

La città di Capodistria fu considerata il principale centro irredentista nell'Istria settentrionale asburgica e festeggiò il suo inserimento nel Regno d'Italia nel 1918.
Con la fine della seconda guerra mondiale ed il trattato di pace del 1947 Capodistria fu compresa nella zona B del "Territorio Libero di Trieste" (TLT), amministrata dall'esercito jugoslavo, ostile alla popolazione italiana. Fino al 1954 i maggiori centri abitati del Capodistriano rimasero a maggioranza italiana, nonostante l'esodo di parte della popolazione per sottrarsi al regime di Tito e alle persecuzioni anti-italiane (tra il 1947 e il 1954 vi furono 8 496 tra "trasferiti, deceduti, scappati" dal Capodistriano).
La fase conclusiva dell'esodo degli italiani dal distretto di Capodistria ebbe inizio nell'ottobre 1953, a causa delle misure repressive adottate dalle autorità di occupazione in conseguenza dell'acuirsi delle tensioni con l'Italia per la questione triestina, e si intensificò ulteriormente dopo il 5 ottobre 1954, con la firma del Memorandum di Londra che assegnò la zona B alla Jugoslavia: se negli ultimi mesi del 1953 e nel 1954 erano partiti dal capodistriano rispettivamente 2 252 e 3 141 italiani, l'esodo raggiunse il picco nel 1955 con 6 761 italiani esuli, numero ridottosi a 1 728 nel 1956. In totale, tra il 5 ottobre 1953 e la fine del 1956, esodarono dal capodistriano 13 882 italiani. Solo una modesta minoranza (intorno alle 3 000 persone) decise di rimanere. Le città spopolate dall'esodo furono ripopolate con l'afflusso di jugoslavi (soprattutto sloveni) da altre zone della Jugoslavia.
Per quanto riguarda il numero di italiani censiti nel Capodistriano dalle autorità di occupazione titine, secondo il censimento jugoslavo - peraltro largamente inattendibile - del 1945 (il cosiddetto "Cadastre") vi erano 27 982 italiani nell'Istria slovena, numero che si ridusse a 23 993 nel 1947. Secondo il censimento ufficioso del 1954, nel capodistriano risultavano risiedere 12 539 italiani, numero che si ridusse a 3 340 nel 1956 e a 3 311 nel 1957 per via dell'esodo.

## Consistenza della Comunità italiana
La popolazione che si è dichiarata di nazionalità italiana nella Repubblica Socialista di Slovenia prima e nella Slovenia indipendente poi, nei censimenti jugoslavi dal 1961 al 1981 e in quelli sloveni del 1991 e del 2002, è passata da 3 072 del 1961 a 2 258 del 2002. I precedenti censimenti del 1948 e del 1953, nei quali si erano dichiarati italiani rispettivamente 1 458 e 854 persone, non tenevano conto del capodistriano (o Istria slovena) in quanto fino al 1954 faceva parte della zona B del Territorio Libero di Trieste; se fosse stato conteggiato anche il distretto di Capodistria il numero di italiani nei territori che costituiscono l'odierna Slovenia sarebbe salito rispettivamente a circa 25 000 e 15 000 unità. Dal censimento 2011 la Slovenia ha deciso di non rilevare più lingua e nazionalità dei suoi cittadini.
| Censimento | Italiani | Percentuale |
| ---------- | -------- | ----------- |
| 1953       | 854      | 0,06%       |
| 1961       | 3.072    | 0,19%       |
| 1971       | 2.987    | 0,18%       |
| 1981       | 2.138    | 0,12%       |
| 1991       | 2.959    | 0,15%       |
| 2002       | 2.258    | 0,11%       |

Fonte:Popis 2002
Secondo l'ultimo censimento del 2002 gli Sloveni dichiaratisi di nazionalità italiana erano 2 258, concentrati in grande maggioranza nei 3 Comuni costieri della regione Carsico-litoranea di Capodistria, Pirano ed Isola d'Istria.
Sempre secondo tale censimento, gli Sloveni dichiaratisi di madrelingua italiana erano pari a 3 762, anch'essi concentrati in massima parte nei Comuni citati.
La distribuzione di tale componente etnica all'interno dello Stato sloveno è la seguente (Italiani per municipio):
| Municipio              | nazionalità Italiana | madrelingua Italiana |
| ---------------------- | -------------------- | -------------------- |
| Capodistria (Koper)    | 712                  | 1059                 |
| Pirano (Piran)         | 698                  | 1174                 |
| Isola d'Istria (Izola) | 430                  | 620                  |
| Lubiana (Ljubljana)    | 107                  | 209                  |
| Nova Gorica            | 56                   | 98                   |
| Sesana (Sežana)        | 19                   | 28                   |
| Maribor                | 15                   | 49                   |
| Tolmino (Tolmin)       | 10                   | 0                    |
| Altri municipi         | 211                  | 525                  |
| Totale                 | 2258                 | 3762                 |

Secondo l'Anagrafe italiana gli Italiani residenti in Slovenia, con diritto di voto per le elezioni italiane, erano 2 492 nel 2007 (includendo anche gli Sloveni con doppia cittadinanza).

## Lingue ufficiali in Slovenia

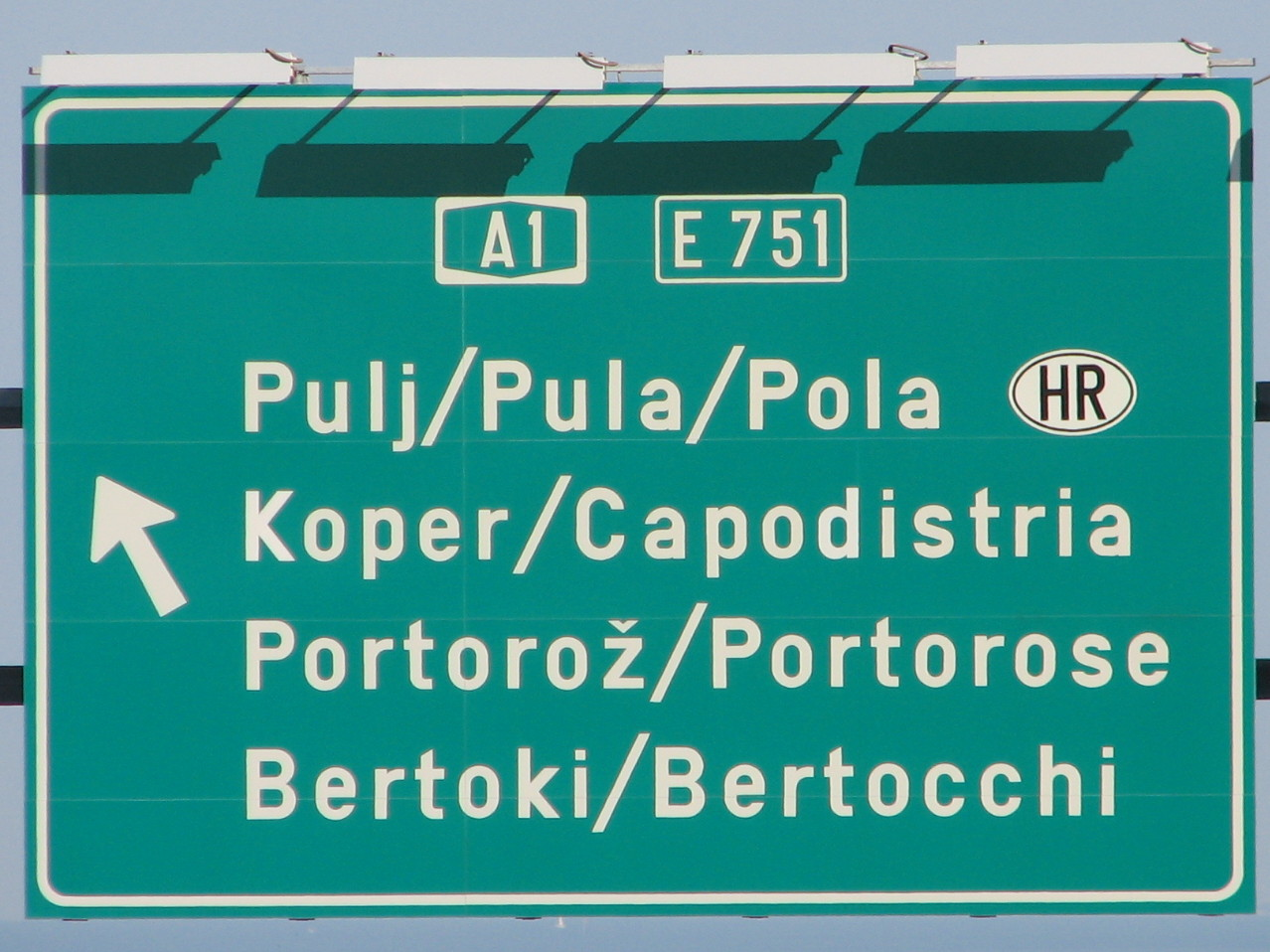
Segnale stradale nei pressi di Capodistria (Slovenia): l'indicazione per Pola (Croazia) è scritta in sloveno, croato e italiano mentre le altre località dell'Istria slovena sono riportate in sloveno e italiano.

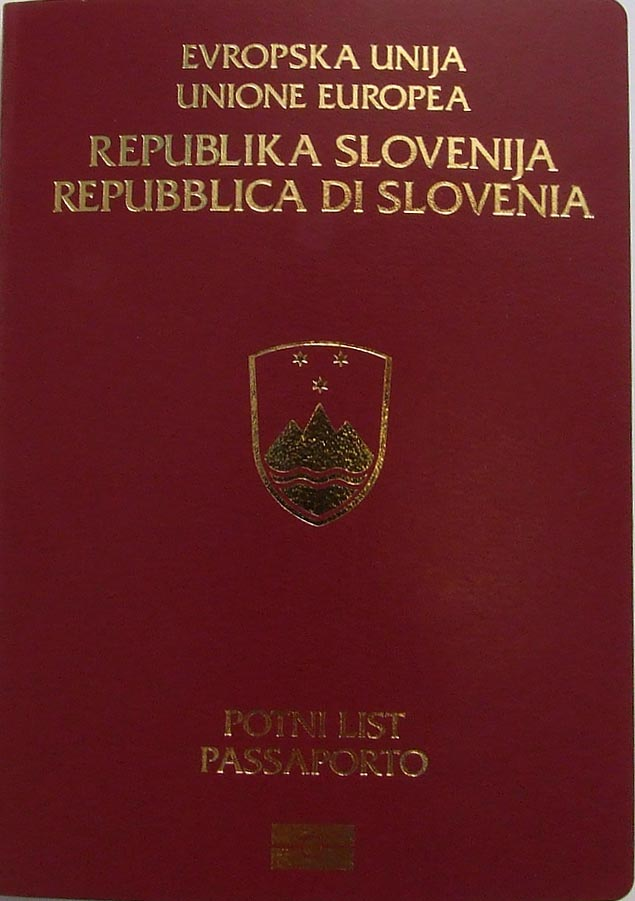
Un passaporto sloveno con doppia dicitura, in sloveno e italiano

La lingua ufficiale su tutto il territorio della Slovenia è lo sloveno. Ad essa si affianca l'italiano nei quattro comuni litoranei (Ancarano, Capodistria, Isola d'Istria e Pirano) e l'ungherese in tre comuni dell'Oltremura (Dobrovnik, Hodoš e Lendava).
Il bilinguismo ufficiale italiano-sloveno, come quello ungherese-sloveno, è garantito costituzionalmente dall'articolo 64 della Costituzione slovena.
In particolare, la lingua italiana viene insegnata in diverse istituzioni statali: 9 asili, 3 scuole elementari, 3 scuole medie ed un liceo (tutti localizzati in Istria, principalmente a Capodistria).

### Il bilinguismo di Capodistria
La principale località abitata dagli Italo-sloveni è Capodistria, attualmente sede di una Comunità degli italiani abbastanza numerosa ed attiva.
Secondo il censimento austroungarico dell'anno 1900, a Capodistria vivevano 7205 italiani, 391 sloveni, 167 croati e 67 tedeschi.
In parte del territorio comunale di Capodistria oggi vige un bilinguismo ufficiale sloveno-italiano. Il bilinguismo riguarda tutti gli ambiti della vita pubblica, compresa la toponomastica.
Sono bilingui la città di Capodistria e gli insediamenti di Barisoni/Barizoni, Bertocchi/Bertoki, Bossamarino/Bošamarin, Cerei/Cerej, Crevatini/Hrvatini, Campel/Kampel, Colombano/Kolomban, Prada/Prade, Premanzano/Premančan, Sallara/Šalara, San Canziano/Škocjan e inoltre la località di Valmarin (Albaro Vescovà di Sotto/Spodnje Škofije), corrispondenti all'area storica di insediamento della popolazione italiana.
La minoranza italiana è riunita in tre diverse comunità: la comunità degli italiani di Capodistria (916 iscritti), la comunità degli italiani di Crevatini-Ancarano (147 iscritti) e la comunità degli italiani di Bertocchi (103 iscritti).
In base a quanto indicato dall'ultimo censimento sloveno (2002) i residenti appartenenti al gruppo etnico italiano sono 712, cioè pari all'1,6% della popolazione totale del Comune. I residenti di madrelingua italiana sono leggermente più numerosi: 1.059, cioè il 2,2% sul totale (prima dell'esodo ne rappresentavano circa i quattro quinti).
La comunità italiana autoctona vive non pochi problemi, data la scarsa consistenza numerica e il lento declino dovuto sia all'emigrazione che all'immigrazione nelle zone di insediamento storico di persone di altra nazionalità, che al basso tasso di natalità.
La residua comunità italiana gode di svariate tutele, storicamente derivanti dal Memorandum di Londra del 1954, che dividendo l'allora Territorio Libero di Trieste fra Italia e Jugoslavia obbligava i due stati ad instaurare delle forme di tutela delle rispettive minoranze. Tra i diritti riconosciuti, vi è quello di esporre la propria bandiera nei contesti pubblici, a fianco di quella slovena, e di avere scuole di lingua italiana. Secondo la legge slovena lo status giuridico della minoranza può essere mutato solo con il consenso della stessa.
Il Consiglio comunale attualmente ha 32 seggi, tre dei quali sono eletti direttamente dalla minoranza italiana, mentre i restanti 29 sono nominati dal resto della popolazione. Uno dei tre vice-sindaci è inoltre designato dalla minoranza degli Italiani locali.
L'Unione Italiana rappresenta ufficialmente gli italo-sloveni, mentre il quotidiano La Voce del Popolo pubblicato in lingua italiana a Fiume (Croazia) rappresenta, anche se limitatamente, la principale espressione giornalistica della comunità italo-slovena.

## Insegnamento della lingua italiana

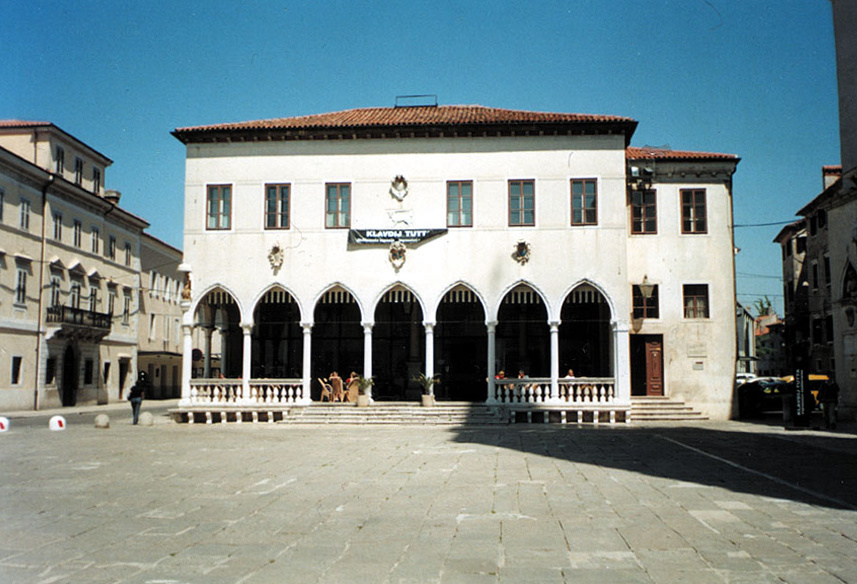
Il palazzo della Loggia di Capodistria.

Nei comuni dove vige il bilinguismo ufficiale, sono istituite scuole di madrelingua italiana, dove l'italiano è utilizzato come lingua veicolare, mentre lo sloveno è insegnato come lingua obbligatoria. Da notare come, in seguito alle leggi del 1996 sulle istituzioni prescolari, sulle scuole elementari e sulle scuole superiori, nelle scuole di madrelingua slovena operanti sul territorio dei comuni bilingui, l'italiano sia parimenti insegnato come lingua obbligatoria.

### Scuole dell'infanzia
| Paese          | N°  |
| -------------- | --- |
| Capodistria    | 1*  |
| Isola d'Istria | 1   |
| Pirano         | 1** |
| TOTALE         | 3   |

*Con sezioni distaccate a Bertocchi, Crevatini e Semedella, Ancarano

**Con sezioni distaccate a Lucia, Sicciole e Strugnano

### Scuole elementari
| Paese          | N°  |
| -------------- | --- |
| Capodistria    | 1*  |
| Isola d'Istria | 1   |
| Pirano         | 1** |
| TOTALE         | 3   |

*Con sezioni distaccate a Bertocchi, Crevatini e Semedella

**Con sezioni distaccate a Lucia, Sicciole e Strugnano

### Scuole medie e superiori
| Paese          | N° |
| -------------- | -- |
| Capodistria    | 1  |
| Isola d'Istria | 1  |
| Pirano         | 1  |
| TOTALE         | 3  |

## Stampa italiana
Queste sono le principali pubblicazioni della stampa italiana in Slovenia:
- Aja, mensile (Capodistria, dal 1991), corrispondente de La Voce del Popolo di Fiume, editore Casa Editrice EDIT di Fiume, direttore Claudio Geissa. (Sito)
- Il Mandracchio, quindicinale (Isola, dal 1993 al 2012), editore Comunità Autogestita della Nazionalità Italiana di Isola, direttore Andrea Šumenjak. (Sito)
- Il Mandracchio Online, portale multimediale su Internet (Isola, dal 2001), editore Comunità Autogestita della Nazionalità Italiana di Isola, direttore Andrea Šumenjak. (Sito)
- La voce del mandracchio, mensile (Isola, dal 2006), editore Comunità Autogestita della Nazionalità Italiana di Isola, direttore Andrea Šumenjak.
- La Città, semestrale (Capodistria, dal 1994), editore Comunità Italiana, direttore Alberto Cernaz.
- La Colomba, trimestrale (Isola, dal 2000), editore Comunità degli Italiani "Dante Alighieri", direttore Amina Dudine.
- Lasa Pur Dir, semestrale (Pirano, dal 1977), editore Comunità degli Italiani, direttore Ondina Lusa.
- Trillo, mensile (Pirano, dal 1990), editore e direttore Fulvia Zudic (Associazione Comunità degli Italiani).